# Robert G. Sachs
Robert G. Sachs (Hagerstown, Maryland, 4 de maio de 1916 – Hyde Park, Chicago, 14 de abril de 1999) foi um físico teórico estadunidense, um fundador e diretor do Argonne National Laboratory.
Sachs foi também notável por seu trabalho em física nuclear, balística terminal e reatores nucleares.
Sachs foi também membro da Academia Nacional de Ciências dos Estados Unidos, e diretor do Enrico Fermi Institute da Universidade de Chicago.
Sachs foi autor do livro-texto Nuclear Theory (1953).